# كونستانتسا بورتشيكا
كونستانتسا بورتشيكا (Constanţa Burcică) هي لاعبة أولمبية لرياضة تجديف من رومانيا. شاركت في الأولمبياد الصيفي في 1992–2008، وفازت بما مجموعه 5 ميداليات.

## الميداليات
| ذهب | فضة | برونز | المجموع |
| 3   | 1   | 1     | 5       |

## روابط خارجية
- كونستانتسا بورتشيكا على موقع الاتحاد الدولي للتجديف (الإنجليزية)
- كونستانتسا بورتشيكا على موقع اللجنة الأولمبية الدولية (الإنجليزية)
- كونستانتسا بورتشيكا على موقع أوليمبيديا (الإنجليزية)
- كونستانتسا بورتشيكا على موقع اللجنة الأولمبية الرومانية (الرومانية)